# Ting
Thing, Ting lub Ling – zgromadzenie wolnych mężczyzn u plemion germańskich. Również nazwa miejsca, gdzie odbywały się zgromadzenia.
W krajach skandynawskich pochodzą od nich nazwy parlamentów:
- alandzkiego – Lagting
- duńskiego – Folketing
- farerskiego – Løgting
- islandzkiego – Althing
- norweskiego – Storting